# افعی ارمنی
افعی ارمنی (نام علمی: Vipera eriwanensis) نام یک گونه از سرده افعی است.